# Phil Babb
Philip Andrew Babb (Londres, Inglaterra, 30 de noviembre de 1970) es un exfutbolista irlandés, aunque inglés de nacimiento. Se desempeñaba como defensa y se retiró en 2004 jugando para el Sunderland AFC.

## Clubes
| Club               | País       | Año         | Partidos | Goles |
| Bradford City AFC  | Inglaterra | 1990 - 1992 | 80       | 14    |
| Coventry City FC   | Inglaterra | 1992 - 1994 | 77       | 3     |
| Liverpool FC       | Inglaterra | 1994 - 2000 | 128      | 1     |
| Tranmere Rovers FC | Inglaterra | 2000        | 4        | 0     |
| Sporting CP        | Portugal   | 2000 - 2002 | 37       | 0     |
| Sunderland AFC     | Inglaterra | 2002 - 2004 | 48       | 0     |

- Datos: Q174615
- Multimedia: Phil Babb / Q174615